# Сталагнат
Сталагна́т, или сталакто́н — натечно-капельное хемогенное отложение в карстовых пещерах. Сталагнаты представляют собой колонноподобные образования, возникающие при соединении сталактитов и сталагмитов.